# Neptis tohetverikoui
Neptis tohetverikoui är en fjärilsart som beskrevs av Kurentsov 1936. Neptis tohetverikoui ingår i släktet Neptis och familjen praktfjärilar. Inga underarter finns listade i Catalogue of Life.